# Helicosiphon biscoeensis
Helicosiphon biscoeensis är en ringmaskart som beskrevs av Gravier 1907. Helicosiphon biscoeensis ingår i släktet Helicosiphon och familjen Serpulidae. Inga underarter finns listade i Catalogue of Life.